# 岩舘こう
岩舘こう（いわだて こう、1975年 - 2007年）は、アダルトゲームをメインに活動したゲームミュージックの作曲家。 本名は「岩舘光洋」（いわだて みつひろ）。岩館の表記揺れもあるが、岩舘が正しい表記である。

## 経歴
1975年 愛知県生まれ。1985年頃、岩手県に引っ越す。
1994年 高校卒業を期に東京に引っ越す。コナミ株式会社入社。ゲームミュージック作曲家としての活動を開始。
1995年 コナミ在籍中ながら　ファイナルファンタジーVII の楽曲提供を行う。なお、エンディングで本名のクレジットが確認できる。
1997年 コナミ退社。フリーランス絵師として主にアダルトゲームの作画を担当するようになる。
2007年 6月病気にて急逝。享年32。

### 人物
好きなものはバケツプリン。サークル名は「おしゃれ泥棒」。高校のころまで体重の増減が激しかった。高校の頃に両親を亡くしている。

## 主な作品
- 秋桜の空に（2001年7月27日、Marron社）
- ひ・み・つの放課後 ～危ない同棲性活～ （2004年1月30日、ビタミン社）
- 萌えキャラデザインスクール　かわいい女の子の描きかたが、ぜーんぶ分かっちゃう本。　書籍版（2005年）